# Más allá del sur
Más allá del sur es el tercer álbum de estudio de la agrupación argentina de neo-tango y electrónica Tanghetto; o su cuarto álbum, si se considera su proyecto paralelo Hybrid Tango lanzado en el año 2004 como parte de su discografía oficial. El álbum fue lanzado en noviembre de 2009.
Según el sitio web del grupo, el álbum representa un acercamiento mayor a las raíces del sonido tanguero, sin abandonar el camino innovador que lo caracteriza. Por primera vez hacen un cover de un tema tradicional de tango en “Bahía Blanca” e incluyen una versión de “Zita” primera vez que hacen un cover de Piazzolla. El productor del álbum es Max Masri y la dirección artística es de Max junto a Diego Velázquez.

## Lista de canciones
1. Tango Místico (3:45)
2. La Milonga (3:28)
3. Biorritmo Porteño (3:45)
4. Blue Tango (3:49)
5. Leitmotif (4:11)
6. Abril (3:41)
7. Zita (de la "Suite Troileana", de Astor Piazzolla) (4:31)
8. La Zamba (4:44)
9. Dos días en Buenos Aires (3:19)
10. Bahía Blanca (tango de Carlos Di Sarli) (3:14)
11. Fake plastic trees (cover de Radiohead) (4:51)
12. Más allá del sur (5:09)

Todas las canciones compuestas por Max Masri y Diego S. Velázuqez, excepto "Zita", "Bahía Blanca" y "Fake Plastic Trees".

## Intérpretes
- Max Masri: sintetizadores y programación.
- Diego S. Velázquez: guitarra acústica, guitarra eléctrica, bajo eléctrico.
- Antonio Boyadjian: piano acústico y eléctrico.
- Federico Vázquez: bandoneón
- Chao Xu: violoncello y erhu
- Daniel Corrado: batería electrónica y acústica, percusión.
- Ricardo Josa: bombo legüero en "La Zamba" (músico invitado).

- Datos: Q6949807